# Lori arlequin
Eos histrio
Espèce
Statut de conservation UICN

 EN B1ab(i,ii,iii,iv,v) : En danger
Statut CITES
Le Lori arlequin (Eos histrio) est une espèce d'oiseaux de la famille des Psittacidae.

## Répartition

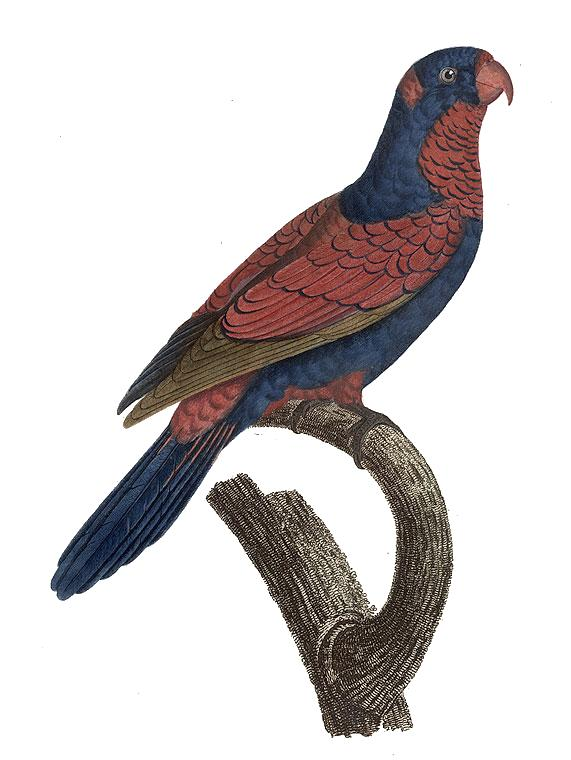
Eos histrio par François Levaillant
dans lHistoire Naturelle des Perroquets.

Il peuple l'île de Karakelang (îles Talaud) — jadis d'autres îles avoisinantes du nord des Célèbes : îles Sangihe, Miangas etc.